# گلوریا اوسیته
گلوریا اوسیته (انگلیسی: Gloria Usieta؛ زادهٔ ۱۹ ژوئن ۱۹۷۷) بازیکن فوتبال اهل نیجریه است.
وی همچنین در تیم ملی فوتبال زنان نیجریه بازی کرده‌است.